# Émondeville
Émondeville település Franciaországban, Manche megyében. Lakosainak száma 342 fő (2022. január 1.). Émondeville Joganville, Azeville, Écausseville, Fresville, Saint-Floxel és Saint-Marcouf községekkel határos.

## Népesség
A település népességének változása:
| Lakosok száma | 262  | 242  | 247  | 324  | 367  | 357  | 352  | 350  | 349  | 342  |
|               | 1968 | 1982 | 1990 | 2006 | 2013 | 2015 | 2017 | 2019 | 2020 | 2022 |